# Seenotrettungsstation Großenbrode
Die Seenotrettungsstation Großenbrode in Schleswig-Holstein ist für die Sicherung des Seegebiets der Ostsee vor der Insel Fehmarn zuständig. Betreiber der Station ist die Deutsche Gesellschaft zur Rettung Schiffbrüchiger (DGzRS), die für die Seenotrettung im ehemaligen Fährhafen von Großenbrode einen Seenotkreuzer stationiert hat. Besetzt wird das Schiff von einer 4-köpfigen Crew, die ständig einsatzbereit an Bord lebt.

## Alarmierung
Insgesamt stehen der Station neun hauptamtliche Kräfte zur Verfügung, die sich im 14-tägigen Rhythmus ablösen. Sie erhalten bei Bedarf Unterstützung von  Freiwilligen, unter denen sich auch zwei Frauen befinden. Während der Dienstzeit hören die vier Seenotretter laufend den Schiffsfunk mit, um im Notfall sofort auslaufen zu können. Die Alarmierung erfolgt ansonsten durch die Zentrale der DGzRS in Bremen, wo die Seenotleitung Bremen (MRCC Bremen) ständig alle Alarmierungswege für die Seenotrettung überwacht.

## Aktuelle Rettungseinheit
Neben dem Wassersportzentrum Großenbrode steht auf dem Gelände der ehemaligen Marinebasis das Stationsgebäude der DGzRS. Davor liegt an dem alten Fähranleger der Eisenbahnfähre Großenbrode–Gedser der Seenotkreuzer BREMEN. Er ist einer der beiden verbliebenen Kreuzer der 27,5-Meter-Klasse von der Lürssen-Werft in Bremen-Vegesack, die 1992 gebaut worden sind. Gegenüber den vier Kreuzern der ersten Serie weist die BREMEN mit 28,25 Meter eine 75 Zentimeter größere Länge auf. Durch die bewährte Bauweise mit doppelter Außenhaut als Selbstaufrichter zeichnet sich der Kreuzer durch eine hohe Seetüchtigkeit aus und kann bei jedem Wetter und Seegang im Küstengebiet operieren. Drei Dieselmotoren mit zusammen 2500 kW Antriebsleistung verleihen dem Schiffe eine maximale Geschwindigkeit von 23 Knoten. Wie alle größeren Kreuzer besitzt er ein Tochterboot,  eine leistungsfähige Feuerlöscheinrichtung und eine umfangreiche Rettungsausstattung. Für medizinische Hilfseinsätze ist eine entsprechende Notfallausrüstung an Bord.
Der Kreuzer nähert sich allmählich dem Ende seiner technischen Ausrüstung, da es nach 30 Jahren Einsatzzeit für die eingebaute Technik immer schwieriger wird Ersatz zu beschaffen. Anstelle von umfangreichen und aufwendigen Revisionen wird es von der DGzRS als günstiger eingestuft einen Neubau zu beschaffen, damit die Ausrüstung auf dem neusten Stand der Technik ist. Über einen Austausch oder eine Neubeschaffung ist aber noch nichts bekannt.

## Einsatzgebiet und Zusammenarbeit
Das Revier der Seenotretter ist der Außenbereich der Lübecker Bucht und der Fehmarnbelt. In diesem Gebiet verlaufen die wichtigen Schifffahrtsstraßen Lübeck-Gedser-Weg und Kiel-Ostsee-Weg. Beide Seewege führen in Richtung Osten zur gefährlichen und schwierig zu befahrenen Kadetrinne, die mit über 60.000 Schiffsbewegungen pro Jahr einer der am stärksten befahrenen Seewege Europas ist. Hier verkehren Tanker, Frachter, Passagierschiffe und Fährschiffe. Im Fehmarnbelt kreuzen die Fähren der Vogelfluglinie zwischen Puttgarden und Rødbyhavn. Daneben sind Fischer mit ihren Kuttern und viele Fahrtensegler unterwegs. Für Notlagen oder Feuer an Bord oder bei Kollisionen von Booten und Schiffen stehen die Retter mit dem Seenotkreuzer rund um die Uhr (24/7) bereit.
Bei umfangreicheren Rettungs- oder Suchaktionen im Revier erfolgt eine gegenseitige Unterstützung der benachbarten Stationen:
- Kreuzer der Seenotrettungsstation Grömitz
- Boot der Seenotrettungsstation Heiligenhafen
- Boot der Seenotrettungsstation Puttgarden